# Mk 7 16英寸艦砲

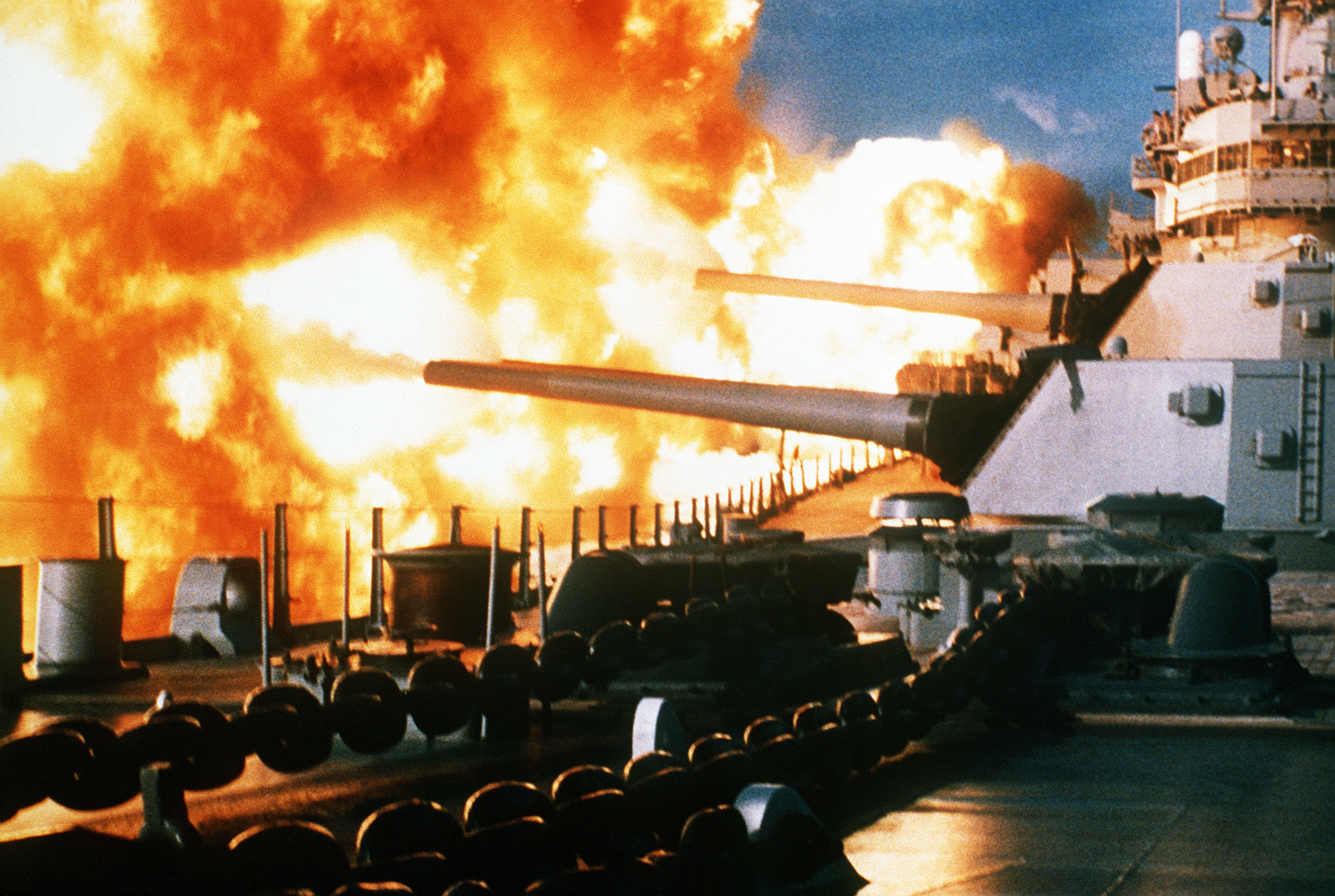
紐澤西號上的主砲發射

Mk 7型16英寸50倍徑艦砲是美國海軍愛荷華级战列舰（Iowa Class）的主要武裝艦砲，也是蒙大拿级战列舰（Montana class）的计划主要武裝艦砲。

## 介紹
美國海軍軍備局（Bureau of Ordnance）在設計愛荷華級戰艦時，原本計畫使用裝備在南達科他級戰艦（1920年型）（South Dakota Class）的Mk 2 16英寸50倍徑艦砲，但是海軍整備局（Bureau of Construction and Repair）決定愛荷華級戰艦要裝配更輕、更緊緻的全新設計三聯裝砲塔，Mk 2艦砲過於龐大無法裝進新式砲塔，於是發展Mk 7艦砲來裝置於新式砲塔。
其三聯裝砲塔係由三座獨立的火砲組成，各砲管能夠獨立的填裝、升降與發射，這使得愛荷華級的九門主砲能夠自由的搭配不同的彈種。每座砲塔內皆有配備光學測距儀、彈道模擬計算機與射擊控制器，這使艦上的主要射控指揮或是通訊系統遭到破壞時，各砲塔的成員仍能依靠本身的設備自行追瞄與射擊。
各砲管能夠於-5度至45度間俯仰，俯仰速率為每秒12度。砲塔旋轉角度為300度，旋轉速率約為每秒4度，值得注意的是這些砲塔能夠在旋轉超過最大船幅時向後方射擊，這樣的射擊方法被成為「過肩射擊」。各砲塔的外部牆面與甲板圍欄上畫有紅色標線，標記了火砲發射時的最大暴風範圍作為乘員的安全警告措施。
在1980年代，現代化的Mk 160火控系統（GCS )被作為愛荷華級戰艦Mk 7型艦砲的主要射擊控制系統。

## Mark 8超重型穿甲砲彈
Mk 7型艦砲原本打算要使用較輕的2,240磅（1,016 kg）Mark 5穿甲彈來射擊，不過本砲填彈系統經過重新設計，改用
2,700磅（1,225 kg）Mark 8超重型穿甲砲彈，使得在愛荷華級戰艦以前的各型戰艦火力都被比了下去。
日本帝國海軍的大和級戰艦，雖然用了更大口徑的18.1吋(460mm)45倍徑94式艦砲成為世界最大口徑的戰艦主炮，但Mk 7型艦砲由於可以射擊較重的2,700磅砲彈，所以Mk 7型艦砲雖然重量約只有94式艦砲的四分之三，但兩者威力幾乎相同。
北卡羅來納級戰艦（North Carolina Class）與南達科他級戰艦（1939年型）（South Dakota Class, 1939）的Mk 6 16英吋45倍徑艦砲也能像Mk 7型艦砲一樣射擊Mark 8 2,700磅砲彈，但射程較短。Mk 6型艦砲因重量較輕，使得北卡羅來納級戰艦與南達科他級戰艦（1939年型）可以符合華盛頓海軍條約限制。Mark 5砲彈後來用於科羅拉多級戰列艦的Mk 5 16英吋45倍徑艦砲上，以取代原本使用較輕的Mark 3砲彈（957.1 kg）。
在愛荷華級開發時，美國海軍為此裝備由福特儀器公司（Ford Instrument Company）製作的MK 8彈道計算機，這套類比計算機可以蒐集大氣環境與對方戰艦相對位置並修正誤差，這讓Mk.7艦炮的命中精度高於其它國家戰艦的主炮，在戰爭後期換裝了由雷達輔助修正的MK 13火控系統；到1980年代時再度啟用時改換DR-810雷達，DR-810可在每次射擊後測量初速，並藉由新型的MK-160彈道計算電腦計算藥包需求。在1987年於克里特島測試時從31.9公里外發射15發炮彈，其中14發落於邊長230公尺的正方形內，8發落於邊長140公尺的正方形內。

## 性能諸元
| 武器名稱                               | Mark 7 16英寸50倍徑艦砲（406 mm×20.3 m）                            |
| 裝備艦型                               | 愛荷華級戰艦 (BB-61) 及 蒙大拿級戰艦 (BB-67)                        |
| 設計年份                               | 1939                                                                |
| 制造公司                               | 梅斯塔机械公司                                                      |
| 服役年份                               | 1943                                                                |
| 砲身重量                               | 267,904磅（121,519 kg，包含砲閂） 239,156磅（108,479 kg，不含砲閂） |
| 砲身長度                               | 816吋（20.73 m，砲閂至砲口）                                        |
| 內膛長度                               | 800吋（20.32 m）                                                    |
| 膛線長度                               | 682.9吋（17.35 m）                                                  |
| 膛線淺深                               | （96）0.150吋深（3.81 mm）                                          |
| 陸上裝備                               | N/A                                                                 |
| 膛線纏度                               | Uniform RH 1 in 25                                                  |
| 砲室容積                               | 27,000立方吋（0.44 m³）                                             |
| 射速                                   | 每分鐘兩發                                                          |
| 注：發射藥包可以使用電子式或擊發式點火 |                                                                     |
| 射程                                   | 41,622碼（38.059 km or 20.55 nm）使用660磅（300 kg）一般裝藥        |
| 砲口初速                               | 每秒2,690呎（820 m/s）                                              |

## 裝填流程
此流程以1955年美國海軍的紀錄片MAJOR CALIBER GUNS&TURRETS為基礎講解。
此砲塔需要79人來操作，順帶一提，這門火炮是三炮砲塔（three guns turret）而非三連裝砲塔（triple guns turret），這代表每門火炮都能獨立升降，火炮由前到後分別是炮管、炮閂、半自動裝彈機、軍官休息隔間，下方為砲彈彈藥庫，砲彈彈藥庫周圍圍著的便是藥包彈藥庫，每個彈藥庫都由防火艙壁隔開。
開始裝填時，最底層的藥包彈藥庫開始運作，一名士官會監視三名火藥操作員和九名火藥傳遞員將藥包運送到藥包提昇機，當六個藥包裝入提昇機（powder car），提昇機會將藥包送入火炮艙中（gun room）。
接著一名士官會監督三名揚彈機操作人員、一名彈環操作人員與九名工作人員，首先彈環操作人員移動彈環使砲彈靠近揚彈機，當操作人員透過繩索將砲彈裝入揚彈機時，揚彈機啟動便送往火炮艙。
每一個火炮艙炮組以一名炮長、一名支架操作員、一名裝填機操作員與一名藥包操作員組成，揚彈機頂部便是支架，火炮將保持5°仰角以便裝填，打開炮閂後支架會通過液壓的方式與火炮對齊，裝填機操作員透過裝填機將砲彈送入炮閂再打開藥包提升機的艙口，六個藥包分兩次掉落在支架上，透過裝填機裝填，火炮支架拉回，炮閂閉鎖便完成裝填步驟。
請注意以上為一門火炮運作時的人員配置和操作，當三門火炮同時操作時，需要的人員更多，而且每一門火炮的彈環位置高度不同，導致每門炮實際裝填時間不同。

## 流行文化
在2015年戰遊網大型多人在线角色扮演射击游戏《戰艦世界》當中，Mk 7 16吋50倍徑艦炮除以史實之三聯裝砲塔形式搭載於銀幣系IX級戰艦愛荷華級戰艦（除加値艦艇為架空4號方案艦喬治亞號與改為搭載四聯裝8吋55倍徑艦炮炮塔的伊利諾號）與基於計劃之銀幣系X階戰艦蒙大拿級戰艦之首蒙大拿號（BB-67）外，亦將同型艦炮四聯裝提案型於另一次更新後搭載於蒙大拿級戰艦三號艦緬因號（BB-69）同時列為美國銀幣系戰艦科技樹超級（☆階）艦艇。